# BA.rena

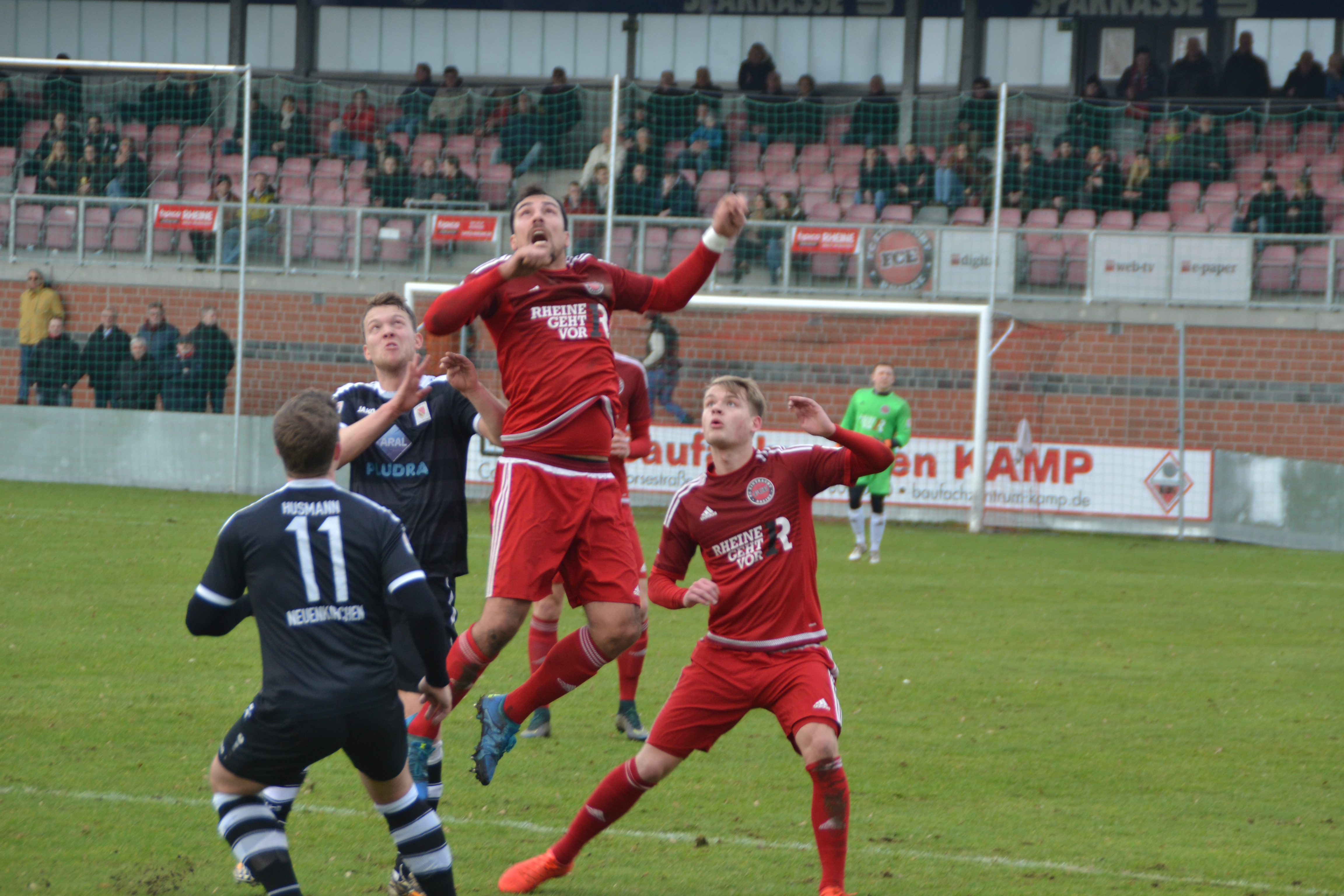
Die Arena während eines Pokalspiel des FC Eintracht Rheine im Februar 2017.

Die BA.rena ist ein Fußballstadion in der nordrhein-westfälischen Stadt Rheine im nördlichen Münsterland. Die BA.rena ist die Heimspielstätte des Fußballvereins FC Eintracht Rheine. Die Jugendmannschaften spielen im VR-Bank Stadion am Uhlenhook in Wadelheim.

## Geschichte
Die Anlage wurde am 11. Mai 1963 eröffnet und wurde zunächst von den Vereinen Borussia Rheine bzw. VfB Rheine genutzt. Anfangs hatte das Stadion eine Kapazität von 16.000 Zuschauern. Heute liegt die Kapazität bei 7500 Plätzen. Im Jahre 2002 wurde auf der Nordseite des Stadions die Dr. Bernd Windhoff Tribüne eröffnet, die 400 überdachte Sitz- und 300 überdachte Stehplätze bietet. Die BA.rena liegt im Norden der Stadt, umgeben vom Bentlager Wald. Eigentümer des Stadions ist der FC Eintracht Rheine. Neben dem Stadion gibt es vier weitere Rasenplätze.
Ursprünglich hieß die BA.rena Stadion Delsen. Ab etwa 2002 erhielt das Stadion den Sponsornamen Auto-Senger-Stadion. Im April 2010 wurde daraus die OBI Arena, dessen Name auf die Baumarktkette Obi zurückgeht. Seit dem 1. Juli 2019 trägt das Stadion den Namen BA.rena, nachdem die BA.Unternehmensgruppe aus Ibbenbüren die Sponsornamensrechte erwarb.
Den höchsten Zuschauerschnitt erreichte das Stadion in der Saison 1973/74, als durchschnittlich 4160 Zuschauer die Heimspiele des VfB Rheine in der Verbandsliga Westfalen sahen.